# Olympe Bhêly-Quenum
 (mars 2013).
Si vous disposez d'ouvrages ou d'articles de référence ou si vous connaissez des sites web de qualité traitant du thème abordé ici, merci de compléter l'article en donnant les références utiles à sa vérifiabilité et en les liant à la section « Notes et références ».
 (mars 2013).
Améliorez-le ou discutez des points à vérifier. 
Olympe Bhêly-Quenum né Agblo Tchicoto Olympio Quenum, le 20 septembre 1928 à Ouidah au Dahomey (actuel Bénin), est un écrivain franco-béninois.

## Biographie
Agblo Tchicoto Olympio Quenum alias Olympe Bhêly-Quenum naît le 20 septembre 1928 à Ouidah en colonie du Dahomey. Il est le fils d'une grande prêtresse du Vodoun. Il est le neveu de l'ethnologue dahoméen Maximilien Quenum-Possy-Berry.
Il s'est marié en 1953 avec Maryvonne, Augustine, Georgette, Emilienne Lucerf, française, originaire de Normandie née le 30 juin 1932 et décédée le 11 juillet 2023 avec laquelle il a eu ses 4 enfants : Marie-Paule (née le 10 décembre 1958,  et décédée le 1 mars 2020) Thierry, Tiphaine et Jean-Gilles. Un documentaire,  « Un Couple comme les autres» narrant leur vie de couple mixte perçu par leur entourage, a été tourné en 1966.   
Après aviet  1948. Après l'obtention de son baccalauréat lettres classiques et philosophie-lettres au lycée de Rennes (Bretagne), il prépare en Hypokhâgne le concours d'entrée à l'ENSET (École normale supérieure d'enseignement technique).
À son retour en Normandie[Quand ?], il prépare et obtient une licence en lettres classiques à l'université de Caen puis une licence de sociologie et une maîtrise de socio-anthropologie à la Sorbonne (Paris).
Il devient ensuite professeur de lettres classiques au lycée de Coutances (Normandie), au lycée Paul-Langevin (Suresnes) et au lycée Jacques-Decour (annexe, actuel lycée Paul-Éluard (Seine-Saint-Denis).
Il effectue des stages diplomatiques au Quai d'Orsay[Quand ?], à l'Académie diplomatique (La Haye)[Quand ?] et dans les consulats généraux de France[Quand ?] à Gênes, Milan, Florence, ambassade de France à Rome. Il est certifié d'études diplomatiques (Institut des Hautes Études d'Outre-Mer, Paris).
En octobre 1963, il est nommé gérant de la Société de gestion et de réalisation de presse, entreprise de presse et de publication de revues.
Il est directeur-rédacteur en chef du magazine La Vie Africaine et fondateur, avec sa femme, du magazine bilingue L'Afrique Actuelle, (français-anglais), publié de 1965 à 1969, dont il fut le directeur-rédacteur en chef.
Ancien fonctionnaire international: à son actif, des missions dans tous les pays africains[Information douteuse] et dans nombre de pays européens[Lesquels ?].
Il contribue au bicentenaire de la naissance d’Alexandre Pouchkine, poète russe (dont l'ancêtre Abraham Hanibal était africain) en réalisant une étude comparatiste entre ses contes et le récit africain traditionnel.
Il est expert de l'Organisation de l'unité africaine (OUA) dans le domaine des problèmes de littérature africaine, de l'industrie culturelle et de recherche en anthropologie socio-culturelle (problèmes du vodou en Afrique).
En tant que critique littéraire, il est membre de l'Association internationale des critiques littéraires, membre du PEN Club de France et membre de la Société des Gens de Lettres de France.

## Distinctions
- Lauréat du grand prix littéraire d'Afrique noire (1966)[16],
- Chevalier de l'ordre national du Bénin (1995)[1],
- Correspondant de l'Académie de Nîmes depuis 1996[17].

## Œuvres
- Un piège sans fin (roman, édit Stock, Paris, 1960, traduit en anglais et en slovène) 6 éditions aux éditions Présence africaine, Paris.
- Le Chant du lac, édit. Présence africaine, Paris, 1965 (traduit en russe et en tchèque, adapté et joué sur France Culture).
- Liaison d'un été (Édit. Sagerep, Paris, 1968 : recueil de nouvelles, certaines sont traduites en plusieurs langues ; cet ouvrage contient le texte de ma rencontre avec André Breton, en 1949).
- Un enfant d'Afrique (édit. Larousse, Paris, 1970 ; traduit en russe; roman pour faire connaître aux jeunes l'éducation et la vie dans l'Afrique traditionnelle) ; nouvelle édition (Poche Présence Africaine).
- L'Initié, roman, édit. Présence africaine, 1979.
- Les Appels du vodou, roman basé sur le fonctionnement d'un rituel Vodou (édit. L'Harmattan, Paris, 1994).
- La Naissance d'Abikou (L'enfant qui parle dans le ventre de sa mère) (édit. Phoenix Afrique, Bénin, 1998).
- La Danse du Grand Prêtre, éditions Béninlivre, Bénin, 2022 ( ce livre est écrit à la mémoire de Fiacre GBEDJI, guide touristique tué le 1 er mai 2019 au Parc Pendjari  lors d'une attaque djihadiste)